# Heinrich Wilhelm Konrad Seegers
Heinrich Wilhelm Konrad Seegers (* 23. Dezember 1862 in Steinhude; †  12. April 1934 ebenda) war ein deutscher Webereibesitzer und Politiker.
Seegers war Sohn eines Drell- und Damastfabrikanten. Er führte das Familienunternehmen Seegers & Sohn nach dem Tod des Vaters 1896 in der dritten Generation fort. Es besteht noch heute.
Seegers war 1906 bis 1918 Landtagsabgeordneter im Fürstentum Schaumburg-Lippe. Nach der Novemberrevolution 1918 war er erneut 1918 bis 1922 Mitglied im Landtag des Freistaates Schaumburg-Lippe.